# 9381 Лион
9381 Лион е астероид от основния пояс. Oкръжностите слънце по време на 5,2 години, открити в 15 септември, 1993 г.